# Рания аль-Абдулла
Рания аль-Абдалла (араб. رانيا العبدالله‎, англ. Rania Al-Abdullah, имя при рождении Рания Фейсал аль-Яссин, араб. رانيا فيصل الياسين‎; род. 31 августа 1970, Эль-Кувейт) — королева Иордании, жена короля Абдаллы II

## Биография
Родилась в Эль-Кувейте (Кувейт) в семье палестинцев родом из Тулькарма (Западный берег реки Иордан, территория Иордании в 1948—1967 годах), принадлежавших к средней буржуазии. Рания, дочь педиатра, была успешна в учебе в школе и университете. Продолжала образование в иностранных учебных заведениях: училась в кувейтской школе New English School, затем получила диплом по деловому администрированию в Американском университете Каира (American University in Cairo) в Египте.
В начале девяностых семья Рании была вынуждена бежать в Иорданию из Кувейта, когда, после освобождения Кувейта от иракской оккупации, палестинцев обвинили в сотрудничестве с захватчиками.
После отказа в назначении на руководящую должность в иорданском представительстве Apple, Рания перешла в представительство Citibank в Аммане, принадлежащее сестре и зятю короля Абдаллы, где в августе 1992 года и познакомилась с принцем. 10 июня 1993 года пара отпраздновала свадьбу. Рания получила титул королевы после трехмесячного официального траура по поводу смерти короля Хусейна. Абдалла, сын принцессы Муны, второй жены его отца, был объявлен наследником трона.

## Общественная и государственная деятельность
Будучи главой Иорданского фонда, неправительственной организации, которую она создала в 1995 году, Королева помогает женщинам принимать участие в экономической жизни страны и создавать новые компании.
Рания выступает в защиту прав женщин, стала инициатором масштабной кампании по борьбе с жестоким обращением с детьми, создала первый центр для жертв подобного обращения и способствует улучшению взаимодействия государственных органов с местными организациями, занимающимися защитой семей. Пересадка органов, вакцинация, акции в поддержку мира, разработка глобальных образовательных проектов.
Принимает активное участие в международной политике, защищая палестинское сообщество.
Почётный доктор права Экстерского университета (Великобритания, 2001) — «за заслуги в деле повышения роли женщины в современном мире и за вклад в развитие евро-арабских отношений». Патронирует ежегодные международные соревнования бегунов-марафонцев «Кубок Пустыни» (проводятся в пустыне Wadi Rom, Иордания), ряд проектов в области охраны животных.
Получила почётное звание полковника вооруженных сил страны. Одновременно её супруг, король Абдалла, назначил Ранию главой общества в поддержку военных и их семей.
30 декабря 2008 года посетила донорский пункт в больнице имени короля Хусейна и сдала кровь для раненых жителей сектора Газа, пострадавших во время израильской операции «Литой свинец», вызванной множественными обстрелами Израиля со стороны террористов Хамас.
Автор книг «Подарок короля» (2000), «Несокрушимая красота» (2008), «Обмен сэндвичами» (2010)

## Имидж
В 2003 году по результатам опроса британского журнала «Hello!» была названа самой элегантной женщиной мира. В 2010 была названа женщиной года по версии журнала «Glamour» (США).
Она сочетает в своем гардеробе традиционный арабский костюм и одежду в западном стиле. Из обуви предпочитает туфли из золота, украшенные бриллиантами и топазами. Любимые дизайнеры королевы — Эли Сааб и Джорджо Армани.

## Семья
Дети
1. Принц Хусейн (род. 28 июня 1994) — наследник престола
2. Принцесса Иман (род. 27 сентября 1996)
3. Принцесса Сальма (род. 26 сентября 2000) — первая в истории страны женщина-лётчица.
4. Принц Хашим (род. 30 января 2005)